# كيلونغ
كيلونغ مدينة تقع في الشمال الشرقي من تايوان. تُلقّب بميناء الأمطار وذلك راجع لكثرة هطول الأمطار عليها.
تعد المدينة ثاني أكبر ميناء في تايوان بعد مدينة كاوهسيونغ. كي لنغ هي ثامن أكبر مدينة في تايوان من حيث عدد السكان (بالتساوي مع مدينة زونغلي), حيث يفوق عدد سكانها 376 ألف نسمة.

## التسمية
وفقا لمعلومات صينية المصدر، عُرفت المنطقة باسم باك كانغ (بالصينية: 北港) وفي بداية القرن العشرين، كانت المنطقة معروفة للخارج (الغربي خاصة) ب كيلونغ بنسخ متعددة: كيلونج كيلونج ، كيلانج ، كيلونج. من الناحية الأخرى، أطلق التايوانيون على المدينة اسم كيلانغ (Kelang ،雞籠) وتُترجم حرفيا ب قفص الديك (مرتع الديوك) ويُعتقد بأن ذلك يرجع لشكل جبل المدينة الأكبر (جبل كيلونغ) والذي له شكل مماثل. لكن هناك رواية أخرى، قد تكون أكثر ترجيحا، بأن السكان الأصليون (بالصينية: 凱達格蘭族 وبالتعبير اللفظي: Kǎidágélán Zú) هم من أطلق الاسم على المدينة وليس غيرهم، كما هو الحال مع الكثير من المدن التايوانية الأخرى.

## التاريخ
أول من قطن كيلونغ هم السكان الأصليون لتايوان (الكتغالانيون: Ketagalan). في مرحلة الاستعمار والتوسع الإسباني إلى فرموسا في بداية القرن السابع عشر وسل لها مع عام 1624 وبنو هناك تحصين باسم (سان سلفادور دي كويلونغ ) كامتداد للقوات الإسبانية في جزر الهند الشرقية وحكمها الإسبان ضمن ال (فورموزا الإسبانية ). وما بين الأعوام 1642-1661 و 1663–1668 وقعت كيلونغ تحت الانتداب الهولندي الذي استولى على القاعدة الإسبانية وتم تقليص حجمها وتسميتها بقلعة Noort-Hollant وبنوا هناك ثلاث تحصينات صغيرة نسبيا ومدرسة وكنيسة.

## الجغرافيا
تقع كي لنغ في أقصى الشمال من تايوان. تطل المدينة على بحر الصين الشرقي من الشمال، بينما تحيط بها تايبيه الجديدة من الجهات الثلاث الأخرى.

## معالم المدينة

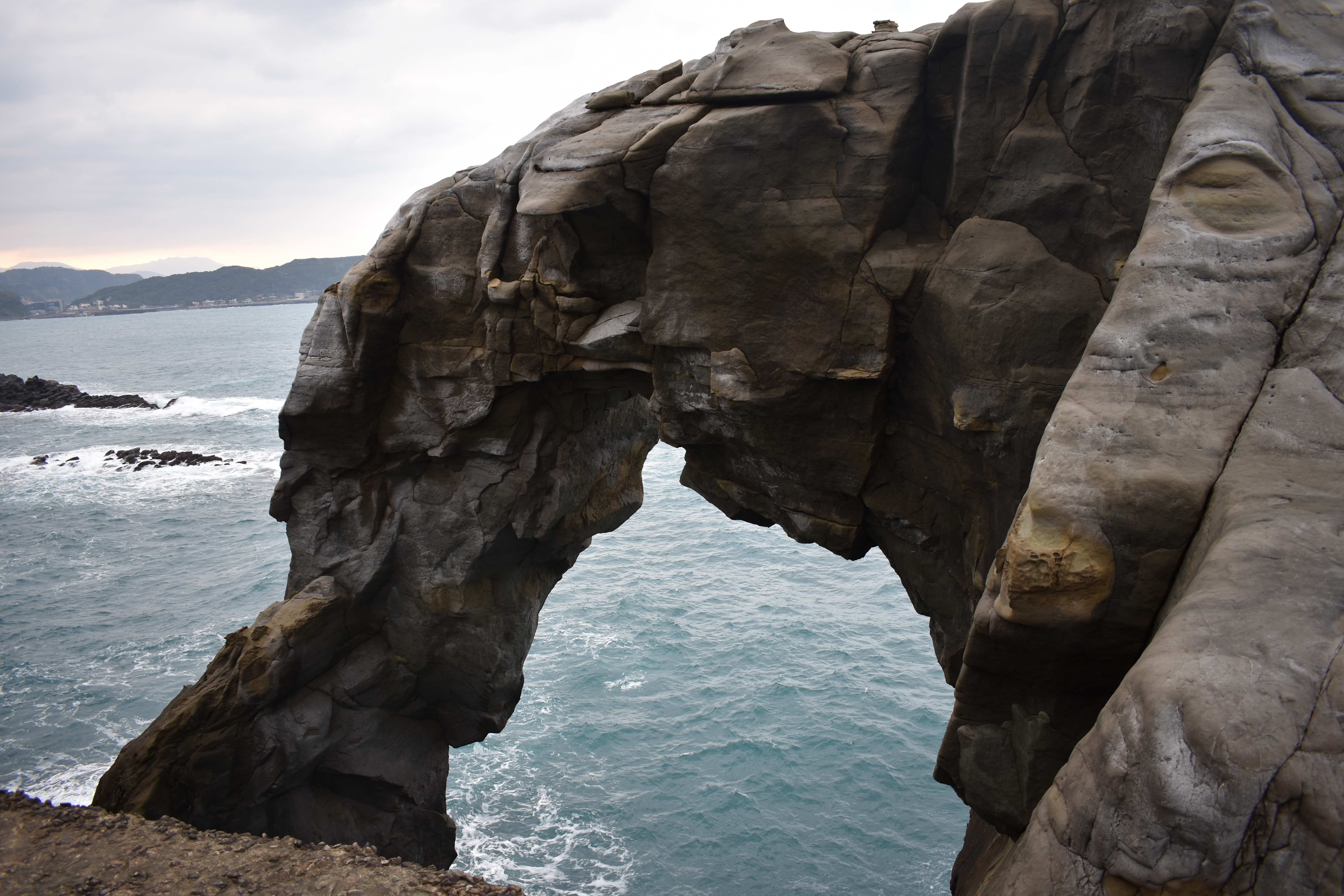
صخرة الفيل في كيلونغ.

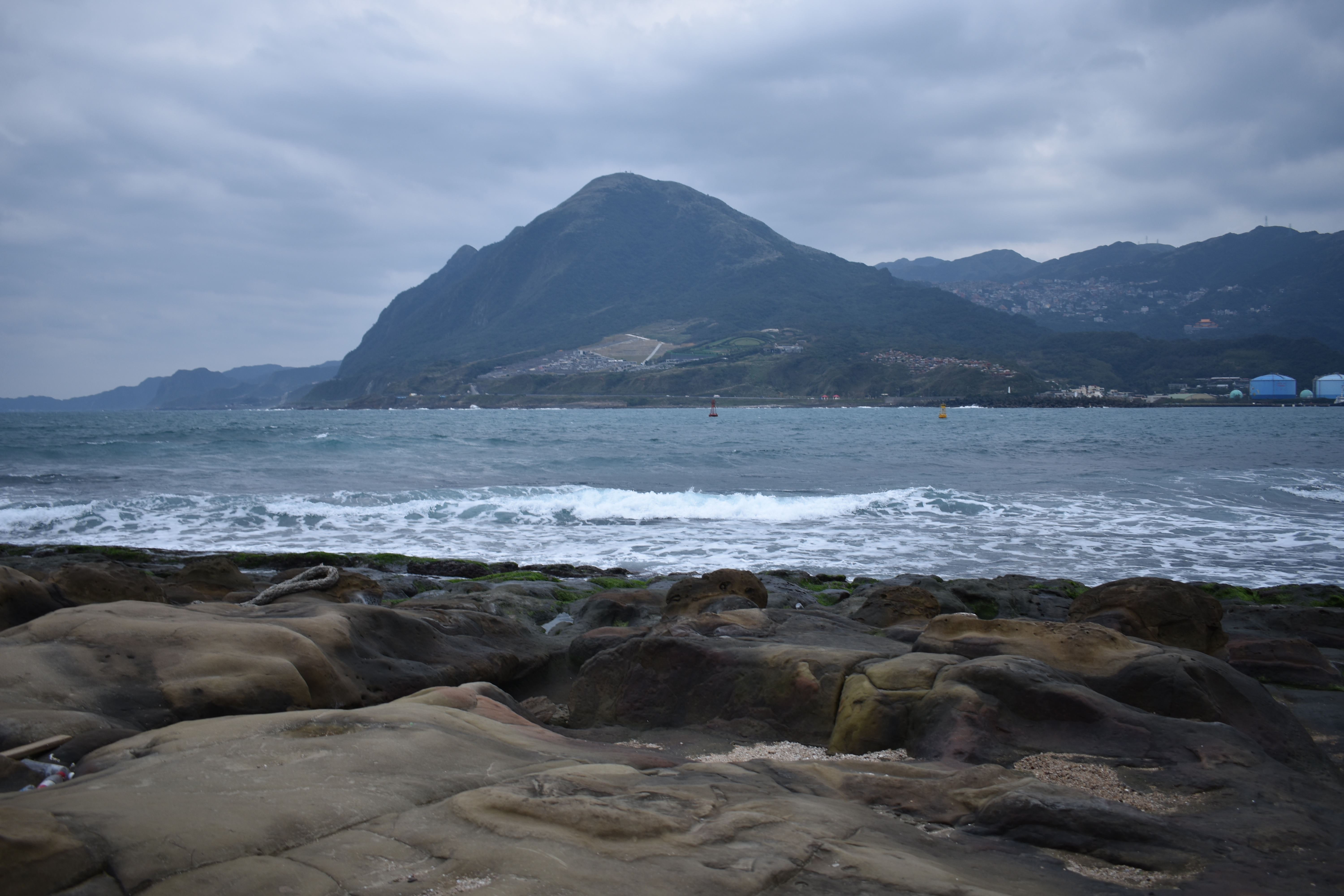
جبل كيلونغ.

من معالم المدينة التي يُقصد زيارتها الصخرة التي على شكل فيل (Elephant Rock) فوقت أمواج المحيط وجبل كيلونغ وسوق المدينة الليلي، بالإضافة للميناء الضخم وبعض المتاحف الثقافية والتاريخية.

## المناخ
مناخ كي لنغ مناخ رطب شبه مداري يتميز بغزارة الأمطار بمعدل يقارب 3700 ملم.
الشتاء في المدينة قصير يتميز بالإعتدال. أما الصيف فيكون طويلا وحارا كما هو الحال في معظم أنحاء الجزيرة.
تحاط المدينة بالضباب في فصلي الشتاء والربيع, كما ترتفع خلالهما نسبة الرطوبة.

## الثقافة
يقام في المدينة أحد أشهر المهرجانات في تايوان, وهو مهرجان الأشباح الذي يقام في منتصف الصيف. يعكس المهرجان الغنى الثقافي الذي تملكه تايوان على مدار تاريخها الطويل.